# Gemma Bovery
Gemma Bovery è un film del 2014 diretto da Anne Fontaine.
Il soggetto è tratto dal romanzo grafico di Posy Simmonds del 1999 intitolato anch'esso Gemma Bovery.

## Trama
Martin Joubert ha lasciato Parigi da sette anni e si è spostato in provincia, nella Normandia, dove lavora come panettiere nel negozio appartenuto ai genitori. Appassionato di letteratura e in particolare di Gustave Flaubert, ha come romanzo preferito Madame Bovary.
Il film inizia con Martin che va a casa di Charlie Bovery mentre brucia le cose di Gemma Bovery. In questa occasione Martin entra in possesso del diario di lei dove ripercorre la storia del matrimonio con Charlie.
Gemma e Charlie erano una coppia inglese trasferitasi nella casa vicina a quella di Martin il quale è incuriosito dal cognome della coppia: Bovery e dal nome della donna: Gemma molto simile a quello di Emma Bovary. Inoltre le coincidenze sono ancora ampie in quanto il marito si chiama Charlie che è l'inglese di Charles, stesso nome del marito di Emma Bovary, e come quest'ultima vivono non distante da Rouen, come nel celebre romanzo di Flaubert.
Attratto dalla bellezza della ragazza, Martin comincia a frequentare i nuovi vicini e in particolare rivede nella bella Gemma Bovery l'eroina del suo romanzo preferito.
La tranquillità coniugale di Gemma viene stravolta da una passione per un giovane del paese, Hervé de Bressigny, mandato nel castello di famiglia da sua madre per prepararsi ad un esame universitario. Per Martin la vicenda sembra avere troppe corrispondenze con la vita di Madame Bovary. L'uomo si sente quindi responsabile per il destino di Gemma, e vuole fare tutto il possibile per evitare che finisca in modo tragico.
Il marito di Gemma, nel frattempo, scoperto il tradimento della moglie, la lascia per tornare a Londra. Joubert si inventa una falsa lettera del giovane amante in cui le dice che non ha intenzione di continuare la relazione, ricalcata su una simile che trova scritta nel libro di Flaubert, che recapita di nascosto a Gemma, la quale cerca spiegazioni ma il ragazzo è già tornato a casa con la madre. Gemma, rimasta sola, ritrova da una coppia di vicini snob a cui sta decorando la casa, una sua vecchia fiamma, Patrick, che ha lasciato anni prima dopo averne scoperto il tradimento. Nonostante l'iniziale rifiuto, l'idea di tornare con lui non le dispiace ma è combattuta perché lei ama l'attuale marito.
Joubert continua a frequentare Gemma e, vedendo che ha comperato del veleno per topi, teme che la ragazza possa avvelenarsi per scelta o per errore - come succede alla protagonista del romanzo di Flaubert. Le rivela anche di essere l'autore della finta lettera del giovane amante e lei, capito di amare ancora il marito, gli manda un sms per riconciliarsi. Gli eventi però precipitano. L'ex fidanzato Patrick va da lei per cercare di riconquistarla ma la ragazza continua a respingerlo; arriva nel frattempo anche il marito il quale, appena entrato in casa ne esce di corsa chiedendo aiuto perché la donna sta male. Gemma è infatti morta e Joubert teme che la colpa sia del veleno. In realtà la ragazza è morta soffocata da un tozzo di pane - pane che Joubert le aveva lasciato davanti alla porta la mattina - e mentre Patrick tentava di farle uscire il boccone, l'arrivo del marito, equivocando la situazione, ha impedito che la donna si salvasse.
Al funerale tutti e tre gli uomini la piangono e anche il giovane amante, tornato per l'occasione, depone fiori sulla sua tomba. Sei mesi dopo, una nuova coppia viene ad abitare nella villetta di fronte alla casa di Joubert.

## Distribuzione
Il film è uscito nelle sale cinematografiche francesi il 10 settembre 2014, mentre in Italia è stato distribuito il 29 gennaio 2015.